# ارورا دان
ارورا دان (انگلیسی: Aurora Dan؛ زادهٔ ۵ اکتبر ۱۹۵۵) ورزشکار شمشیربازی اهل رومانی است.
وی در مسابقات کشوری و بین‌المللی در مجموع برندهٔ ۱ مدال نقره شده‌است.